# Anna Finocchiaro

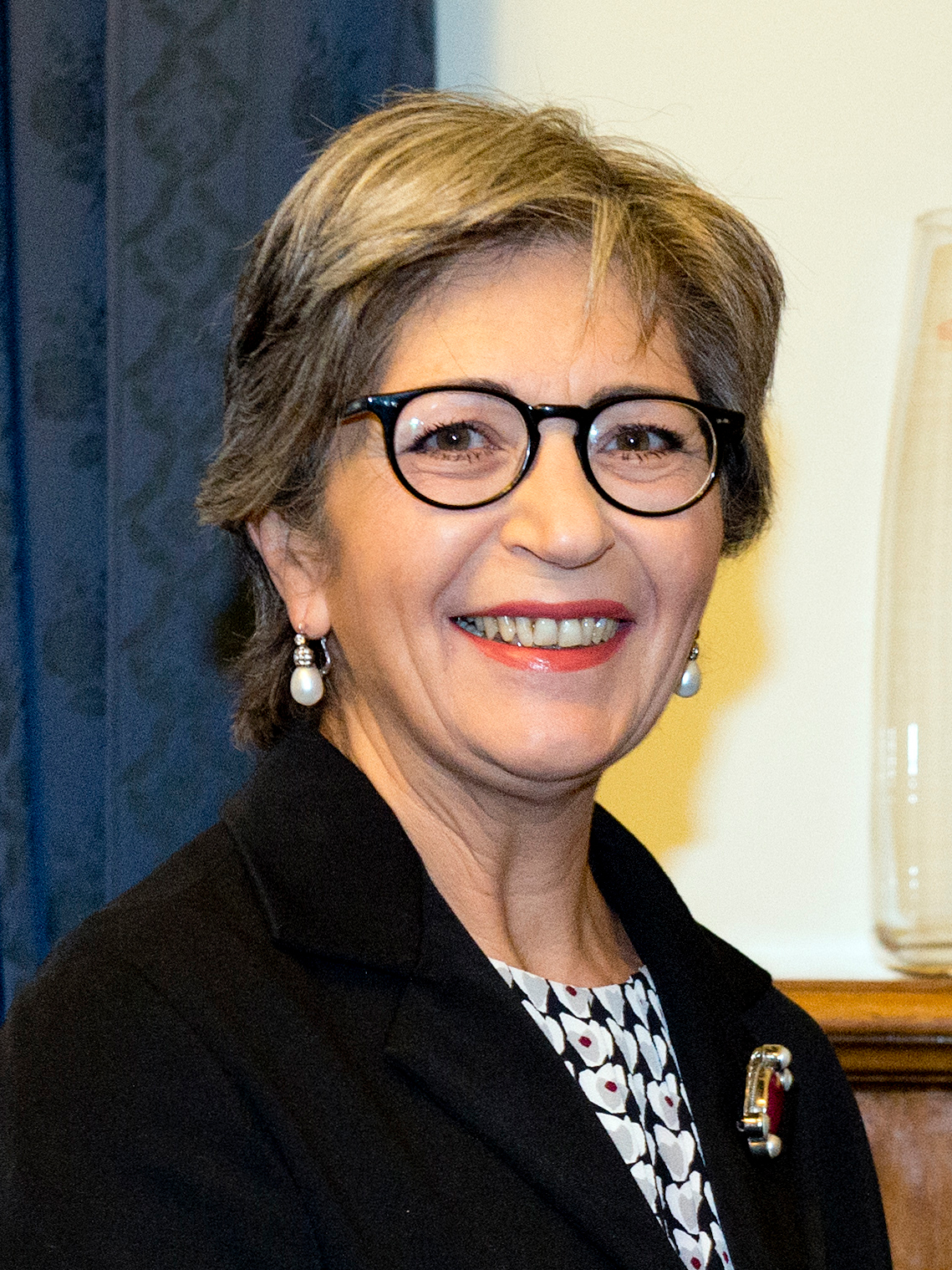
Anna Finocchiaro (2015)

Anna Finocchiaro (* 31. März 1955 in Modica, Sizilien) ist eine italienische Juristin und Politikerin der Partito Democratico (PD). Sie gehörte von 2006 bis 2018 dem italienischen Senat an. Zudem war sie 1996–98 Ministerin für Chancengleichheit und 2016–18 Ministerin für Beziehungen zum Parlament.

## Leben
Nach dem Studium der Rechtswissenschaft an der Universität Catania trat Finocchiaro 1981 in die Dienste der Banca d’Italia. Von 1982 bis 1985 war sie Amtsrichterin in Leonforte, danach bis 1987 Staatsanwältin beim Landgericht Catania.

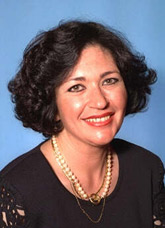
Finocchiaro im Jahr 1996

1987 zog sie für die Kommunistische Partei Italiens erstmals in die Abgeordnetenkammer in Rom ein, daneben war sie von 1988 bis 1995 auch Stadträtin in Catania. Sie gehörte ab 1991 der Nachfolgerin der Kommunistischen Partei, der Partito Democratico della Sinistra (PDS; Demokratische Linkspartei) bzw. den Democratici di Sinistra (DS; Linksdemokraten), an und saß für diese bis 2006 in der Abgeordnetenkammer (fünf Legislaturperioden). Von 1996 bis 1998 war Finocchiaro im Kabinett Prodi I Ministerin für Gleichberechtigung. Von 1998 bis 2001 leitete sie den Justizausschuss der Abgeordnetenkammer.
2006 zog sie für das Parteienbündnis L’Ulivo aus DS und weiteren Mitte-links-Parteien in den Senat ein, wo sie Vorsitzende der L’Ulivo-Fraktion wurde. Die L’Ulivo-Parteien fusionierten 2007 zur Mitte-links-Sammelpartei Partito Democratico, deren Gründungskomitee sie angehörte. Bis 2013 blieb sie Vorsitzende der PD-Fraktion im Senat. Zur Regionalwahl in ihrer Heimatregion Sizilien trat sie 2008 als Spitzenkandidatin des Mitte-links-Bündnisses aus PD, La Sinistra – L’Arcobaleno und Italia dei Valori für das Amt des Präsidenten der Regionalregierung an, unterlag aber mit 30,4 % der Stimmen Raffaele Lombardo vom Mitte-rechts-Block.
Von 2013 bis 2016 war Finocchiaro Vorsitzende des Senatsausschusses für Verfassungsfragen, in dem unter anderem über eine umfassende Reform des italienischen Senats und über ein neues Wahlgesetz beraten wurde. Von Dezember 2016 bis zum 1. Juni 2018 war sie im Kabinett Gentiloni Ministerin für Beziehungen zum Parlament. Bei der Parlamentswahl 2018 trat sie nicht mehr an, womit ihre Parlamentsmitgliedschaft nach drei Jahrzehnten endete.